# Monte Amiata
Monte Amiata är en bergstopp av vulkaniskt ursprung som ligger i centrala Italien.
Det 1738 meter höga berget ligger i Toscana när gränsen till Umbrien och Lazio. Kring Amiata förekommer ett kulligt landskap som är främst täckt av bokskog och kastanjeskog. Lite nedanför bergstoppen finns en 29 km lång nästan cirkelformig vandringsled. Nära toppen finns ett stort järnkors som tillkom 1910. För utövare av alpin skidsport etablerades flera skidliftar.
Uppskattningsvis hade vulkanen sitt senaste utbrott för 700 000 år sedan. Under mitten av 1800-talet etablerades gruvor vid berget men resurserna var snart uttömda.